# تنگه خیبر
تنگه خیبر یا گردنه خیبر گذرگاهی معروف در رشته کوه هندوکش است که در مرز میان افغانستان و پاکستان قرار دارد. این گردنه که قرن‌ها محل عبور از آسیای مرکزی بوده اینک راه اصلی بین پیشاور (پاکستان) و کابل (افغانستان) می‌باشد.
گردنهٔ خیبر یکی از راه‌های اصلی حرکت به هند بوده‌است. ظاهراً اسکندر مقدونی قسمتی از سپاهیان خود را که تحت فرماندهی هفایستیون و پردیکاس بود از این راه گذر داد و خود راه ساحل شمالی رود کابل را پیش گرفت. سلطان محمود غزنوی، تیمور لنگ، بابر و نادرشاه افشار در لشکرکشی به هند از این راه گذشتند. 
گذشته از دشواری‌های طبیعی، گذر از خیبر به سبب قبائل سرسخت پیرامونش نیز دشوار بود. از جملهٔ این قبائل، قبیلهٔ اَفریدی است که مردمی رزم‌جو بودند و در برابر هرگونه نفوذ خارجی برمی‌ایستادند. انگلیسیها نخستین بار در ۱۸۳۹ م. در اولین جنگ افغانستان و بریتانیا از خیبر گذشتند و دشواری‌های بسیار دیدند. در دومین جنگ افغانستان و بریتانیا به موجب پیمان گندمک ۱۸۷۹ م. خیبر تحت نظارت بریتانیا قرار داده شد. 

## نگارخانه

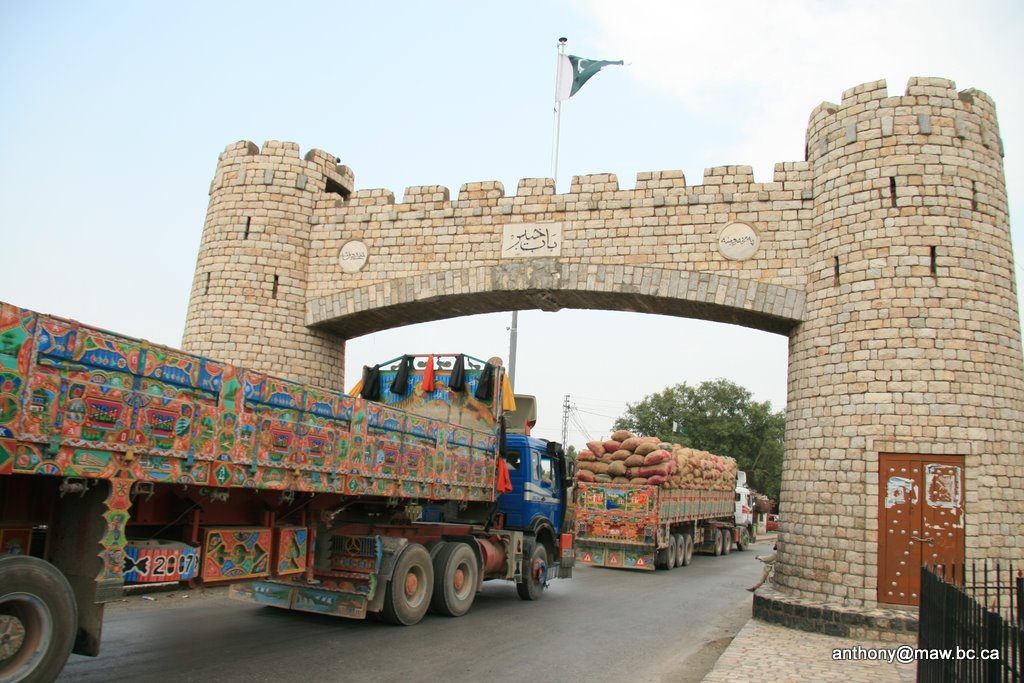
Khyber Pass Gateway southbound towards Peshawar
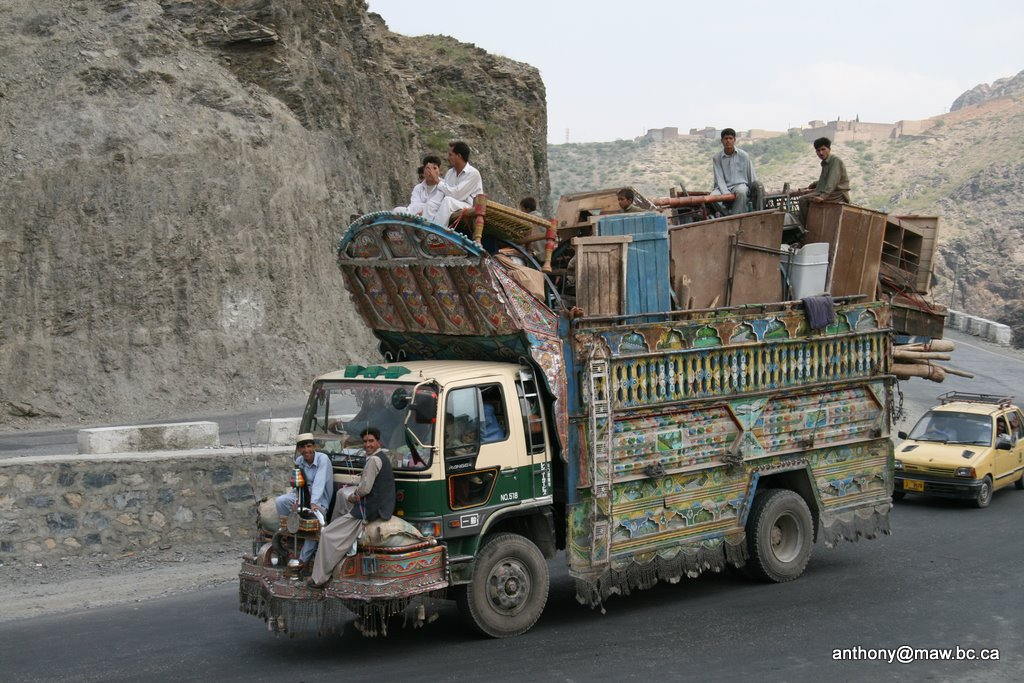
Typical Pakistani transport truck and passengers
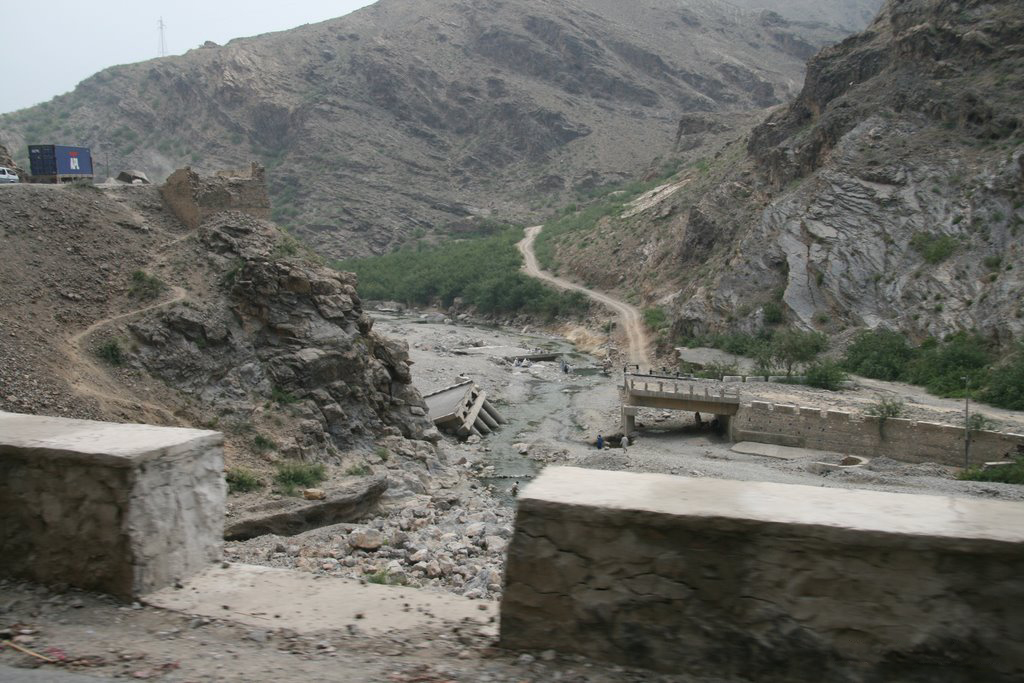
Washed out bridge
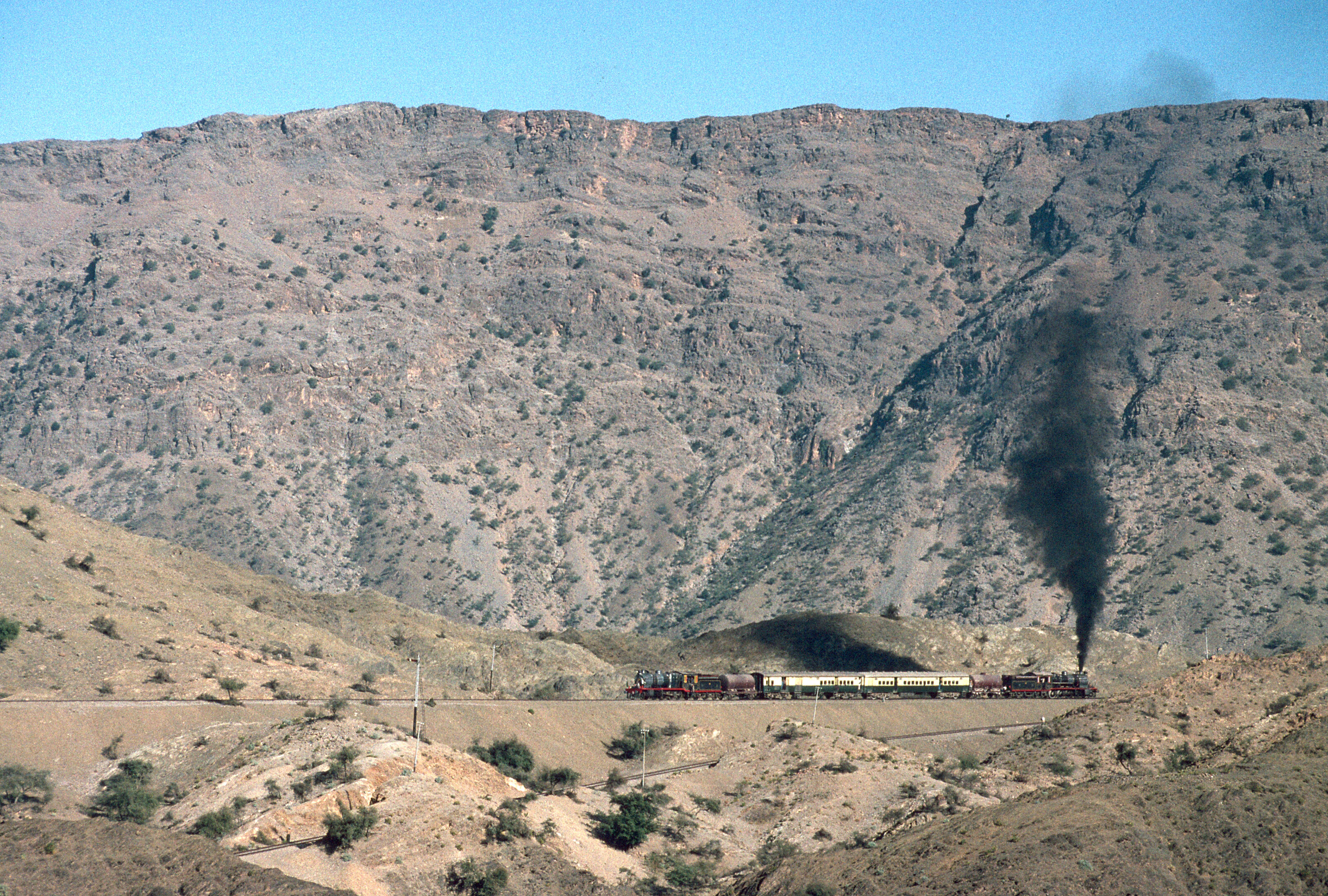
The Khyber Railway. With a Pakistan Railways HGS 2-8-0 at front and rear a charter train climbs the Khyber Pass through a series of zig-zags to gain height
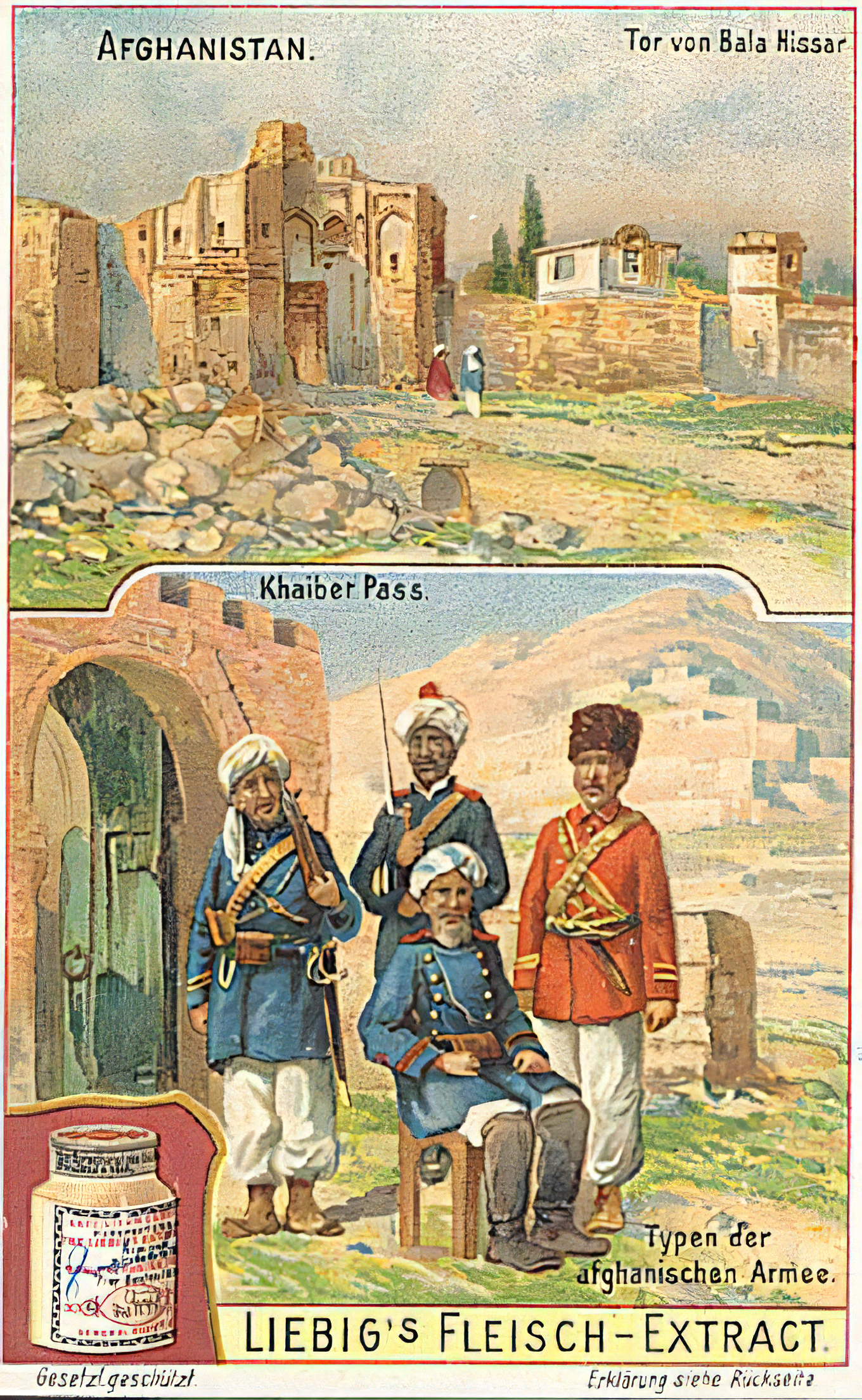
An advertisement card from 1910 depicting Khaiber Pass
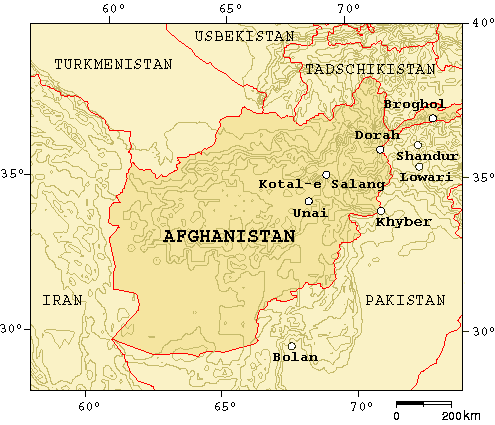
Mountain passes of Afghanistan
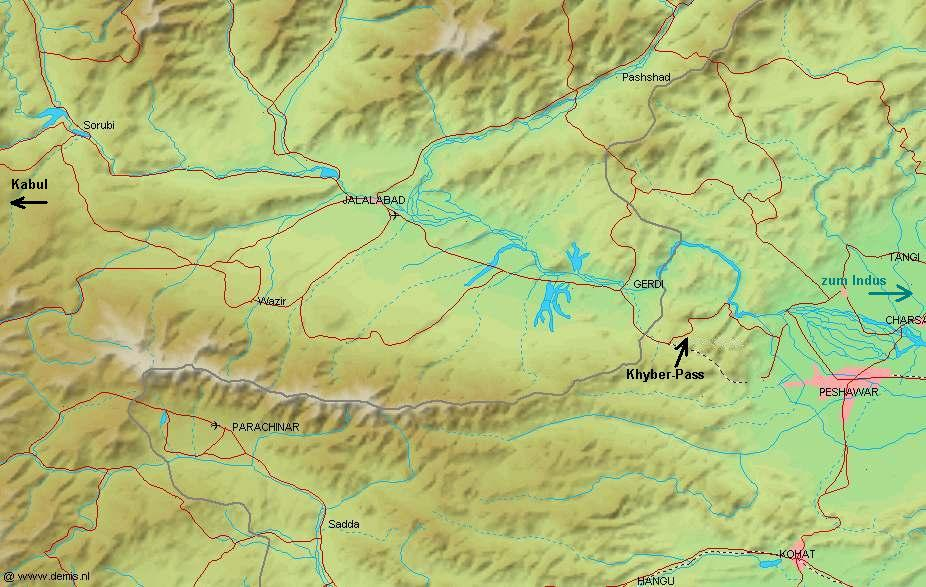
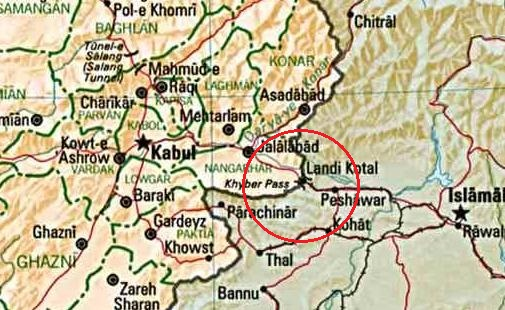
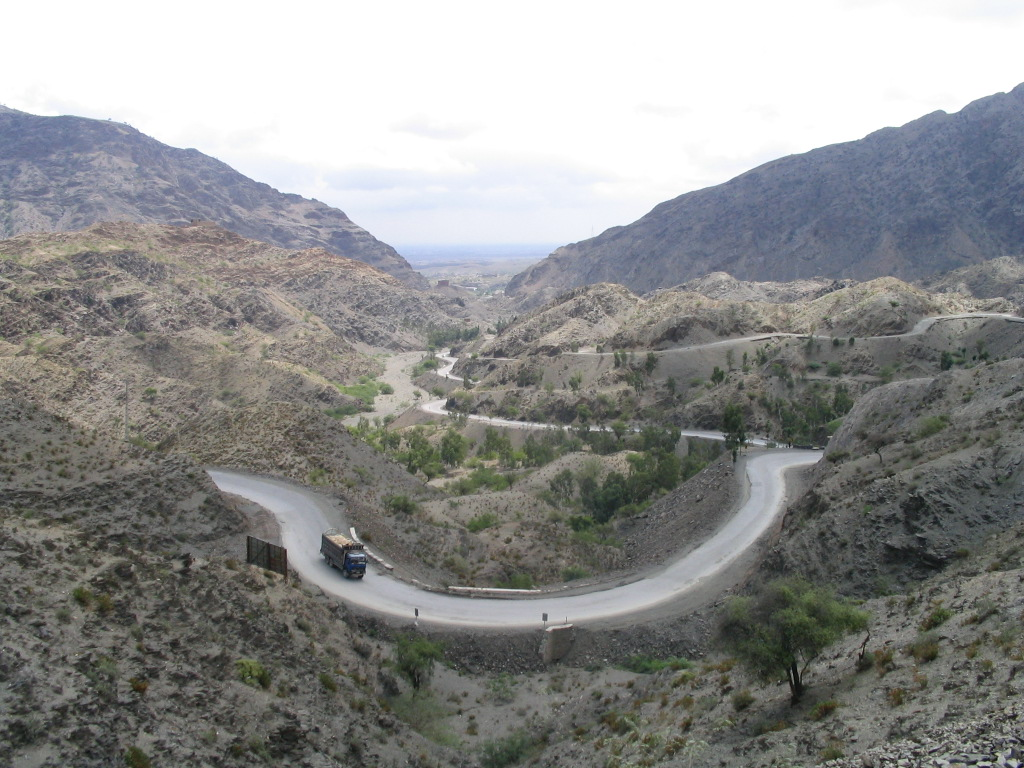
نمایی از تنگهٔ خیبر از سمت پاکستان